# Matthias Birkenheier
Matthias Birkenheier (geboren am 21. Oktober 1909 in Buir; gestorben nach 1972) war von 1960 bis 1972 Oberkreisdirektor des Kreises Schleiden.

## Werdegang
Birkenheier studierte nach dem Besuch eines Gymnasiums Rechtswissenschaften. 1935 legte er das erste juristische Staatsexamen ab, 1939 das zweite. Nachfolgend gehörte er, mit Unterbrechungen auf Grund des Zweiten Weltkriegs bis 1950 der Justizverwaltung an, bevor er zum 1. Dezember 1950 in den allgemeinen Verwaltungsdienst bei der Regierung in Köln übertrat. Dort gehörte er in leitender Funktion dem Gemeindeprüfungsamt und dem Kommunaldezernat an, zuletzt im Rang eines Oberregierungsrats, bis er zum 1. Dezember 1960 die Nachfolge von Felix Gerhardus als Oberkreisdirektor in Schleiden antrat. Seine 12-jährige Dienstzeit endete formal am 30. November 1972.
Während seiner aktiven Tätigkeit in Schleiden gehörte Birkenheier nachfolgenden Gremien des Landkreistages Nordrhein-Westfalen an:
- 1961–1965: Wasserausschuss, stellvertretendes Mitglied
- 1961–1965: Kultur- und Schul- und Kulturausschuss, stellvertretendes Mitglied
- 1964–1965: Bauausschuss

Am 1. September 1965 beschloss der Kreistag mit 20 zu 7 Stimmen in geheimer Abstimmung Birkenheier vorläufig von allen Amtsgeschäften zu beurlauben, seine Vertretung übernahm der Kreisdirektor Josef Pelster. Die Gründe für diese Entscheidung wurden dabei zunächst nicht öffentlich gemacht. Birkenheiers vor dem Verwaltungsgericht Aachen vorgebrachter Einspruch wurde am 9. September aus formaljuristischen Gründen abgewiesen, während der Innenminister zum 1. Oktober Gustav Mertens, den im Ruhestand befindlichen Oberkreisdirektor a. D. des Kreises Geldern als Staatskommissar mit der Wahrung der Geschäfte eines Oberkreisdirektors beauftragte.:S. 660.
Am 14. Oktober legte Birkenheier in einer Pressekonferenz dar, dass die zu seiner Beurlaubung vorgebrachten Gründe jeder Grundlage entbehrten und er vor der Staatsanwaltschaft Aachen Anzeige erstattet habe. Auf eine von ihm zu verantwortende Entscheidung zur Ablösung des Gesundheitsamtsleiters konnte er dabei auf Grund eines laufenden Verwaltungsrechtsverfahrens nicht eingehen.:S. 661. Während der folgenden Monate des Jahres 1966 gelangen weitere Interna, gegenseitige Schuldzuweisungen und Diskreditierungen in die Öffentlichkeit.:S. 662. Die zweite Kammer des Verwaltungsgerichts Aachen entschied am 20. April 1967, dass Birkenheier als Oberkreisdirektor nicht die Befugnis hatte, den Leiter des Gesundheitsamtes seines Amtes zu entheben und zu ersetzen. Seine Verfügung vom 20. April 1965 sei rechtsunwirksam.:S. 673.
In erster Instanz musste Birkenheier am 19. Januar 1968 vor dem Verwaltungsgericht Aachen eine weitere gerichtliche Niederlage hinnehmen. Streitgegenständlich war eine durch die Kreisverwaltung angeordnete Mieterhöhung für den durch ihn angemieteten kreiseigenen Bungalow. Durch die Berufsankündigung vor dem Oberverwaltungsgericht Münster (OVG) wurde der Entscheid in seiner Wirkung aufgeschoben.:S. 677. Bezüglich des laufenden Disziplinarverfahrens gab die Disziplinarkammer Düsseldorf Birkenheier in ihrer Entscheidung vom 10. Oktober desselben Jahres hingegen seinem Antrag auf Ablehnung von Hanns Winter, Regierungsvizepräsident an der Regierung in Detmold als Untersuchungsführer statt.:S. 682. Das Verfahren selbst zog sich dabei in das vierte Jahr. Am 7. Januar 1969 lehnte das Verwaltungsgericht Düsseldorf Birkenheiers Antrag ab, den Regierungspräsidenten in Aachen, als vorgesetzter Dienststelle anzuweisen, die Anschuldigungsschrift vorzulegen oder ersatzweise das Verfahren einzustellen.:S. 682. Während des Berufungsverfahrens vor dem OVG Münster ergab ein Vergleichsvorschlag am 17. Dezember 1969, dass Birkenheier den Bungalow bis zum 31. März 1970 räumen müsse, dieser zog daraufhin nach Düren.:S. 689 f.
Ohne auf die weitere Verwendung des Beurlaubten weiter einzugehen, entschied die Disziplinarkammer Düsseldorf am 12. November 1970, dass Birkenheier eine auf 20 Monate befristete Kürzung der Diäten um 10 % hinnehmen müsse.:S. 693. Während der Leiter des Gesundheitsamtes am 15. September 1971 vor dem Amtsgericht Gemünd von dem durch Birkenheier erhobenen Vorwurf der Falschaussage freigesprochen wurde,:S. 699. musste sich am 21. Oktober 1971 Georg Linden, von 1960 bis 1965 nebenamtlicher Landrat neben Birkenheier, vor dem erweiterten Schöffengericht des Amtsgerichts Gemünd verantworten. Anlass war der Verdacht der uneidlichen Falschaussage in Verbindung mit dem Disziplinarverfahren gegen den seit 1965 suspendierten Oberkreisdirektor. Der als Zeuge auftretende damalige Untersuchungsführer des Disziplinarverfahrens, Hanns Winter konstatierte, dass eine „gescheite Zusammenarbeit“ zwischen dem Kreistag und dem Oberkreisdirektor nicht mehr gegeben war. Werner Rosen, zuvor Beamter auf der Schleidener Kreisverwaltung und seit 1963 Amtsdirektor in Hellenthal beschrieb den Zeitraum vor der Suspendierung Birkenheiers „als die schlimmste Zeit in seiner über 30-jährigen Verwaltungspraxis“.:S. 700. Erst am 2. Februar 1972, der Kreis Schleiden bestand seit dem 31. Dezember des Vorjahres nicht mehr und war nahezu vollständig im vergrößerten Kreis Euskirchen aufgegangen, fand das Disziplinarverfahren vor dem OVG Münster seinen Abschluss. Das Gericht befand, dass für eine Beurlaubung „überhaupt keine Gründe“ vorlagen.:S. 703.
Gustav Mertens hatte seine Funktion zum 31. Dezember 1970 auf eigenen Antrag niedergelegt, woraufhin das Innenministerium vom 1. Januar bis zur Auflösung des Kreises Schleiden zum 31. Dezember 1971 den Kreisdirektor Josef Pelster mit der Wahrung der Geschäfte eines Oberkreisdirektors beauftragte.
Birkenheier war verheiratet und hatte drei Kinder.